# Mark Burnett
Mark Burnett (Londres, 17 de julho de 1960) é um produtor de televisão britânico.
É um ex-fuzileiro, que lutou na Guerra das Malvinas. É o criador dos reality shows Survivor e The Apprentice, e do game show Are You Smarter Than a 5th Grader? (No Brasil foi chamado de Você É Mais Esperto que um Aluno da Quinta Série?).

## Início da vida
Nascido em Londres, Mark é o único filho de Archie e Jean Burnett, ambos trabalhadores da fábrica escocesa Ford Motors. Foi criado em Dagenham, Essex. Seu pai era católico e sua mãe era presbiteriana, embora não se saiba em qual denominação ele tenha sido criado. Aos 17 anos, ele se alistou no exército britânico, atuando de 1978–1982 com o 3º Batalhão, no Regimento de Paraquedistas, participando da Guerra das Malvinas.